# Astragalus erythrosemius
Astragalus erythrosemius es una especie de planta del género Astragalus, de la familia de las leguminosas, orden Fabales.

## Distribución
Astragalus erythrosemius se distribuye por Afganistán (Paktia / Khost) y Pakistán (Kurram).

## Taxonomía
Fue descrita científicamente por Boiss. Fue publicado en Flora Orientalis Suppl. 179 (1888).